# Czterej jeźdźcy Apokalipsy

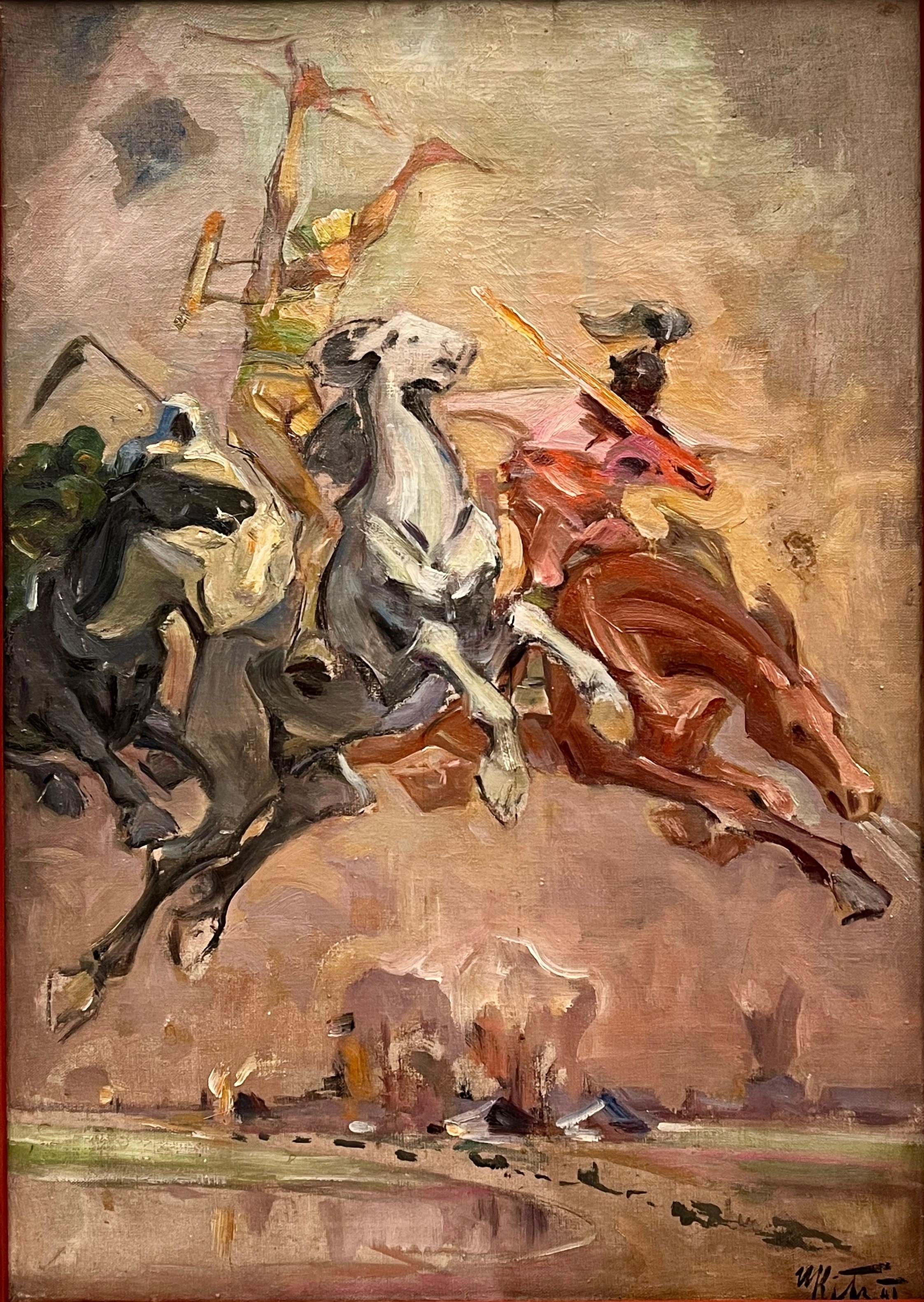
Marcin Kitz, Czterech Jeźdźców Apokalipsy (1941)

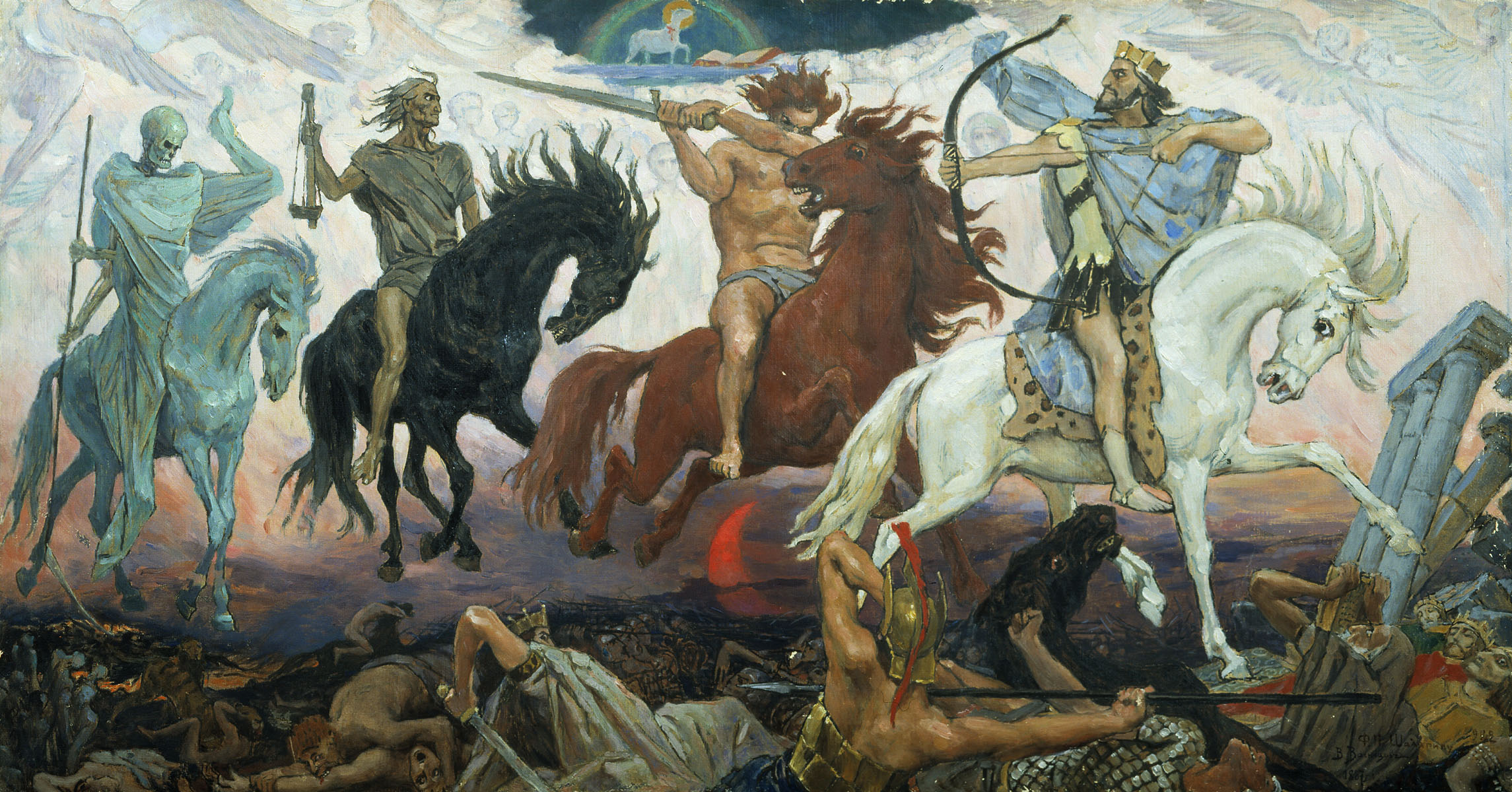
Wiktor Wasniecow, Czterej Jeźdźcy Apokalipsy (1887)

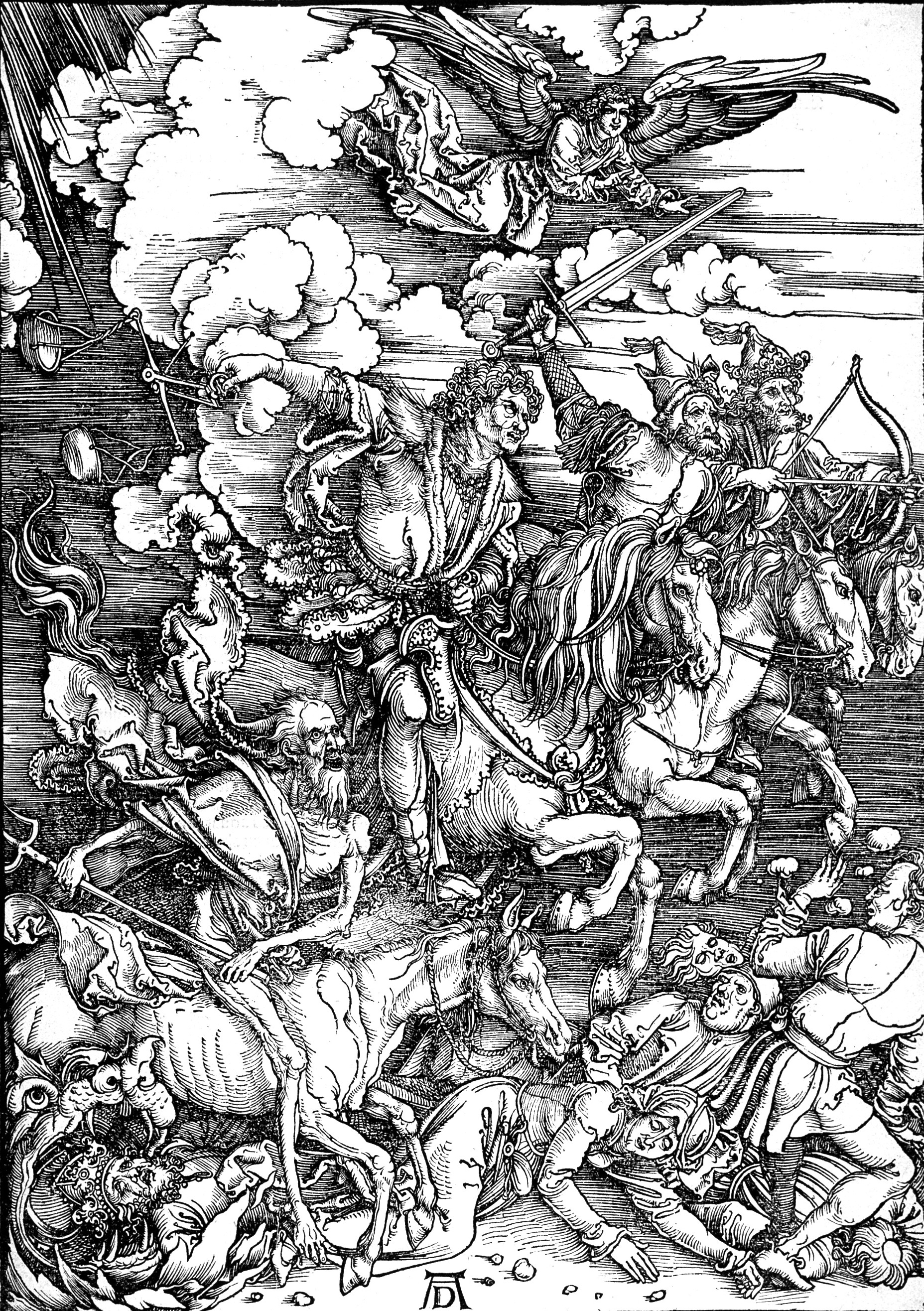
Albrecht Dürer, Czterej Jeźdźcy Apokalipsy z Apocalypsis cum figuris (1497–1498)

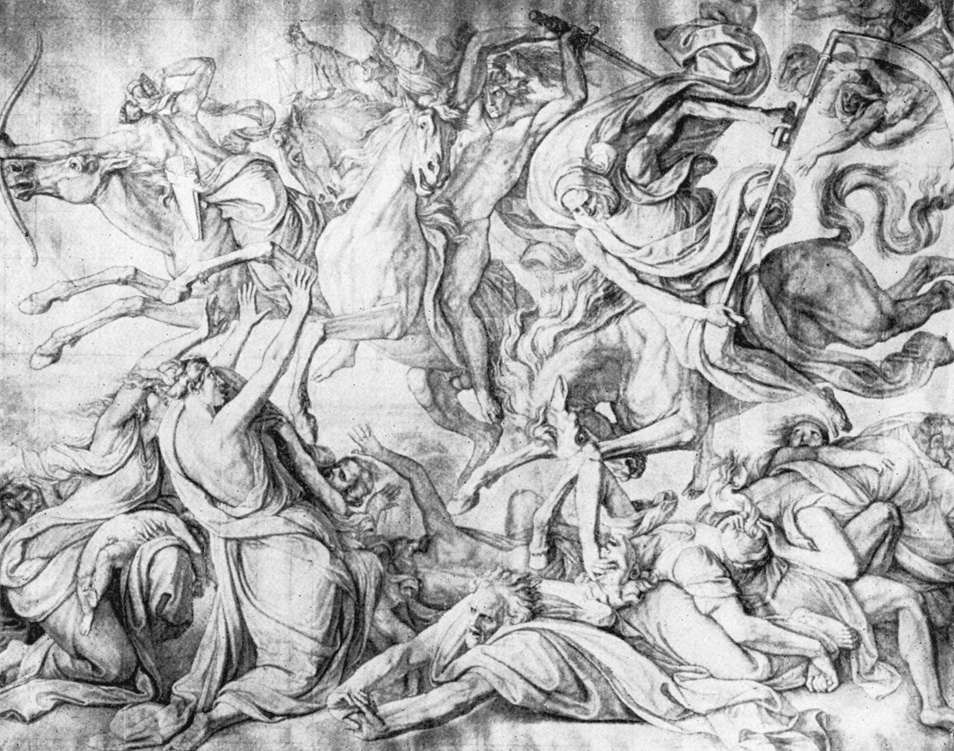
Peter von Cornelius, Jeźdźcy Apokalipsy (1845)

Czterej jeźdźcy Apokalipsy – postacie z Apokalipsy św. Jana, które mają wyruszyć na koniach przed sądem ostatecznym.

## Opis
Według jednej tradycji imiona czterech jeźdźców to (kolejno): Wojna, Zaraza, Głód i Śmierć. Według innej interpretacji pierwszy jeździec to Jezus Chrystus, a pozostali symbolizują nieszczęścia w dniach końca: wojnę (2), głód (3) i przedwczesną śmierć (4). Apokalipsa wymienia z imienia tylko czwartego jeźdźca – Śmierć i jego towarzyszkę Otchłań (Hades, piekło). Istnieją również przesłanki ku temu, aby pierwszym jeźdźcem był sam Antychryst, jako że jeźdźcy przynosili Ziemi niekorzystne skutki, a nie ma wyraźnych powodów ku temu, żeby pierwszy jeździec miał symbolizować Chrystusa (podczas Wielkiego Ucisku Ziemia będzie pod rządami Antychrysta, Chrystus pojawia się jako jeździec znacznie później). Eduard Lohse odrzuca obie interpretacje, wskazując, że jeźdźcy pojawiają się na początku katastrof eschatologicznych, podczas gdy Antychryst w ich pełni, a Chrystus na ich końcu. Jeździec na pierwszym koniu, uzbrojony w łuk, odpowiada jeźdźcom Partów, którzy u Rzymian budzili lęk, natomiast u ludów podbitych – nadzieję upadku Rzymu. Motyw czterech jeźdźców apokalipsy jest często wykorzystywany w dziełach literackich, grach komputerowych, filmach, jak i obrazach.
Fragment z Apokalipsy w tłumaczeniu Biblii gdańskiej (Ap 6, 1-8):

I widziałem, gdy otworzył Baranek jedną z owych pieczęci, i słyszałem jedno ze czterech zwierząt mówiące, jako głos gromu: Chodź, a patrzaj!

Zwycięzca:

I widziałem, a oto koń biały, a ten, który na nim siedział, miał łuk, i dano mu koronę, i wyszedł jako zwycięzca, ażeby zwyciężał.

Wojna:

A gdy otworzył wtórą pieczęć, słyszałem wtóre zwierzę mówiące: Chodź, a patrz!
I wyszedł drugi koń rydzy; a temu, który na nim siedział, dano, aby odjął pokój z ziemi, a iżby jedni drugich zabijali, i dano mu miecz wielki.

Głód:

A gdy otworzył trzecią pieczęć, słyszałem trzecie zwierzę mówiące: Chodź, a patrzaj! I widziałem, a oto koń wrony, a ten, co na nim siedział, miał szalę w ręce swojej.
I słyszałem głos z pośrodku onych czworga zwierząt mówiący: Miarka pszenicy za grosz, a trzy miarki jęczmienia za grosz; a nie szkodź oliwie i winu.

Śmierć:

A gdy otworzył czwartą pieczęć, słyszałem głos czwartego zwierzęcia mówiący: Chodź, a patrzaj!

I widziałem, a oto koń płowy, a tego, który siedział na nim, imię było Śmierć, a Otchłań mu towarzyszyła; i dana im jest moc nad czwartą częścią ziemi, aby zabijali mieczem i głodem, i morem, i przez zwierzęta ziemskie.